# ژرژ-فرنان ویدال
ژرژ-فرنان ویدال (فرانسوی: Georges-Fernand Widal‎؛ ‏ ۹ مارس ۱۸۶۲ – ۱۴ ژانویهٔ ۱۹۲۹) پزشک، استاد دانشگاه و متخصص آسیب‌شناسی تشریحی اهل فرانسه بود. وی پژوهش‌های مهمی در زمینهٔ بیماری‌های قلب، کبد، دستگاه عصبی و همچنین در زمینهٔ باد سرخ و حصبه انجام داد و در خلال جنگ جهانی اول واکسنی علیه حصبه برای سربازان فرانسوی ساخت. تست ویدال که روشی برای تشخیص حصبه است به نام او نام‌گذاری شده است. او با همکاری خون‌شناس فرانسوی ژرژ آیم  نخستین کسانی بودند که «کم‌خونی همولیتیک اکتسابی» را تشریح کردند.
وی همچنین برندهٔ جوایزی همچون لژیون دونور (افسر بزرگ) شده است.